# مقاطعة غروندي (آيوا)
مقاطعة غروندي (بالإنجليزية: Grundy County)‏ هي إحدى مقاطعات ولاية آيوا في الولايات المتحدة الأمريكية.